# Calcio alla XXVIII Universiade
Il torneo di calcio della XXVIII Universiade si è svolto a Gwangju, in Corea del Sud, dal 3 al 14 luglio 2015. Al torneo maschile hanno partecipato 16 rappresentative, a quello femminile 12.

## Podi

### Uomini
| Evento                     | Oro    | Argento       | Bronzo   |
| Calcio maschile (dettagli) | Italia | Corea del Sud | Giappone |

### Donne
| Evento                      | Oro     | Argento | Bronzo   |
| Calcio femminile (dettagli) | Francia | Russia  | Giappone |

## Medagliere
| Pos.   | Paese         |   |   |   | Totale |
| ------ | ------------- | - | - | - | ------ |
| 1      | Francia       | 1 | 0 | 0 | 1      |
| 1      | Italia        | 1 | 0 | 0 | 1      |
| 3      | Corea del Sud | 0 | 1 | 0 | 1      |
| 3      | Russia        | 0 | 1 | 0 | 1      |
| 5      | Giappone      | 0 | 0 | 2 | 2      |
| Totale |               |   |   |   |        |